# Championnat de Belgique de football de deuxième division 1935-1936
Navigation
saison précédente saison suivante
Cette page présente la vingtième-deuxième édition du championnat Division 1 (D2) belge.
Le FC Turnhout et La Gantoise remportent les deux séries, très disputées jusqu'au bout. Dans la Série A, Turnhout ne termine qu'avec un point d'avance sur le Royal Uccle Sport et le RRC de Gand, tandis que dans la Série B, La Gantoise ne remporte sa série que grâce à un plus petit nombre de défaites que le RFC Renaisien, avec qui il termine ex aequo en termes de points.
Aucun des quatre promus, parmi lesquels seul le VG Oostende avait déjà joué à ce niveau, n'est relégué. Dans les deux séries, un club se révèle moins fort que les autres, et est rapidement condamné à la dernière place. Dans la Série A, le Patria FC Tongres termine avec seulement 8 points, et 101 buts encaissés. Le second descendant de la série est l'ARA Termondoise, promu deux ans plus tôt, qui termine avec 18 points, soit un de moins que le Stade Waremmien.
Dans l'autre série, le RCS Verviétois, ancien pensionnaire de Division d'Honneur, enchaîne les défaites et termine avec seulement 9 points, tout en encaissant 109 buts pendant la saison. L'autre relégué est l'AS Herstalienne, qui finit ex aequo avec le CS Schaerbeek et l'AS Ostendaise. Mais à la suite d'une plainte concernant la rencontre entre Herstal et Verviers du 9 février 1936, suivie d'une enquête de la Fédération belge, celle-ci décide de retirer les points aux deux équipes concernées, condamnant ainsi le club herstalien à retourner en Promotion.

## Club participants
Vingt-huit clubs prennent part à cette édition, soit le même nombre que la saison précédente. Les équipes sont réparties en deux séries de 14 formations.

### Série A
| #  | Nom                                                   | Mat. | Ville      | Stades                 | En D2 depuis    | Total en D2 | S. précédente      |
| -- | ----------------------------------------------------- | ---- | ---------- | ---------------------- | --------------- | ----------- | ------------------ |
| 1  | Royal Racing Club de Gand                             | 11   | Gand       | Emmanuel Hielstadion   | 1935-1936 (1re) | 5 saisons   | Div. d'Honneur 13e |
| 2  | Royal Uccle Sport                                     | 15   | Uccle      | rue de Neerstalle ??   | 1923-1924 (13e) | 18 saisons  | 3e Série A         |
| 3  | Royal Football Club Sérésien                          | 17   | Seraing    | stade du Pairay        | 1931-1932 (5e)  | 7 saisons   | 6e Série B         |
| 4  | Royal Tilleur Football Club                           | 21   | Ougrée     | stade du Pont d'Ougrée | 1934-1935 (2e)  | 19 saisons  | 7e Série B         |
| 5  | Cappellen Football Club                               | 43   | Kapellen   | ??                     | 1933-1934 3e    | 3 saisons   | 12e Série B        |
| 6  | Cercle Sportif La Forestoise                          | 51   | Forest     | stade communal         | 1927-1928 (9e)  | 13 saisons  | 8e Série A         |
| 7  | Association Royale Athlétique Termondoise             | 57   | Termonde   | ??                     | 1934-1935 (2e)  | 3 saisons   | 5e Série B         |
| 8  | Tubantia Football Athletic Club                       | 64   | Borgerhout | Rivierenhof            | 1932-1933 (4e)  | 6 saisons   | 9e Série A         |
| 9  | Patria Football Club Tongres                          | 71   | Tongres    | ??                     | 1933-1934 3e    | 3 saisons   | 11e Série B        |
| 10 | Racing Club Tirlemont                                 | 132  | Tirlemont  | ??                     | 1931-1932 (5e)  | 6 saisons   | 2e Série B         |
| 11 | Football Club Turnhout                                | 148  | Turnhout   | ??                     | 1932-1933 (4e)  | 10 saisons  | 9e Série B         |
| 12 | Stade Waremmien Football Club                         | 190  | Waremme    | ??                     | 1932-1933 (4e)  | 4 saisons   | 4e Série B         |
| 13 | Football Club Duffel                                  | 284  | Duffel     | ??                     | 1935-1936 (1re) | 1 saison    | 1re Promotion B    |
| 14 | Waterschei Sport Vereeniging Tot Herstel Onze Rechten | 553  | Genk       | stade André Dumont     | 1935-1936 (1re) | 1 saison    | 1re Promotion D    |

### Localisations Série A
| \| Cappellen FC Tubantia FAC FC Turnhout FC Duffel R. RC de Gand AA Termondoise R. Uccle Sport CS La Forestoise RC Tirlemont Waterschei Patria FC St. Waremmien R. FC Sérésien R. Tilleur FC \| Localisation des clubs engagés en Division 1A 1935-1936 |
| Cappellen FC Tubantia FAC FC Turnhout FC Duffel R. RC de Gand AA Termondoise R. Uccle Sport CS La Forestoise RC Tirlemont Waterschei Patria FC St. Waremmien R. FC Sérésien R. Tilleur FC                                                               |

### Série B
| #  | Nom                                       | Mat. | Ville              | Stades                | En D2 depuis    | Total en D2 | S. précédente      |
| -- | ----------------------------------------- | ---- | ------------------ | --------------------- | --------------- | ----------- | ------------------ |
| 1  | Belgica Football Club Edegem              | 375  | Edegem             | ??                    | 1935-1936 (1re) | 4 saisons   | Div. d'Honneur 14e |
| 2  | Royal Racing Club de Bruxelles            | 6    | Uccle              | stade du Vivier d'Oie | 1934-1935 (2e)  | 4 saisons   | 11e Série A        |
| 3  | Association Royale Athlétique La Gantoise | 7    | Gentbrugge         | Jules Ottenstadion    | 1929-1930 (7e)  | 11 saisons  | 3e Série B         |
| 4  | Royal Club Sportif Verviétois             | 8    | Verviers           | ??                    | 1931-1932 (5e)  | 13 saisons  | 12e Série A        |
| 5  | Royal Football Club Renaisien             | 46   | Renaix             | Parc Lagache          | 1931-1932 (5e)  | 5 saisons   | 12e Série A        |
| 6  | Association Sportive Ostendaise           | 53   | Ostende            | Albertpark            | 1931-1932 (5e)  | 9 saisons   | 2e Série A         |
| 7  | Club Sportif de Schaerbeek                | 55   | Schaerbeek         | Parc Josaphat         | 1930-1931 (6e)  | 8 saisons   | 8e Série B         |
| 8  | Boom Football Club                        | 58   | Boom               | ??                    | 1931-1932 (5e)  | 11 saisons  | 5e Série A         |
| 9  | Voetbal Vereeniging Oude God Sport        | 68   | Mortsel            | ??                    | 1934-1935 (2e)  | 8 saisons   | 10e Série B        |
| 10 | Racing Football Club Montegnée            | 77   | Montegnée          | ??                    | 1934-1935 (2e)  | 7 saisons   | 6e Série A         |
| 11 | Association Sportive Herstalienne         | 82   | Herstal            | ??                    | 1934-1935 (2e)  | 7 saisons   | 7e Série A         |
| 12 | Sportkring Hoboken                        | 285  | Hoboken            | ??                    | 1931-1932 (5e)  | 5 saisons   | 4e Série A         |
| 13 | Koninklijke Vanneste Genootschap Oostende | 31   | Ostende            | ??                    | 1935-1936 (1re) | 2 saisons   | 1re Promotion A    |
| 14 | Union Sportive du Centre                  | 213  | Haine-Saint-Pierre | ??                    | 1935-1936 (1re) | 1 saison    | 1re Promotion C    |

### Localisations Série B
| \| Anvers · VV Oude God Sport · SK Hoboken · Belgica FC Edegem Anvers Boom FC AS Ostendaise K. VG Oostende La Gantoise FC Renaisien R. Racing CB CS Schaerbeek Rac. FC Montegnée AS Herstalienne US du Centre CS Verviétois \| Localisation des clubs engagés en Division 1B 1935-1936 |
| Anvers · VV Oude God Sport · SK Hoboken · Belgica FC Edegem Anvers Boom FC AS Ostendaise K. VG Oostende La Gantoise FC Renaisien R. Racing CB CS Schaerbeek Rac. FC Montegnée AS Herstalienne US du Centre CS Verviétois                                                               |

## Classements
- Le nom des clubs est celui employé à l'époque

Légende
- Champion & Promu en Division d'Honneur
- clubs relégué en Promotion (D3)

Abréviations
 : Relégué de Division d'Honneur 1934-1935

 : Promus de Promotion 1934-1935

### Division 1 A
| Rang | Équipe             | Pts | J  | G  | N  | P  | Bp | Bc  | Diff |
| ---- | ------------------ | --- | -- | -- | -- | -- | -- | --- | ---- |
| 1    | FC TURNHOUT        | 35  | 26 | 16 | 3  | 7  | 72 | 49  | +23  |
| 2    | R. Uccle Sport     | 34  | 26 | 15 | 4  | 7  | 88 | 54  | +34  |
| 3    | R. RC de Gand      | 34  | 26 | 15 | 4  | 7  | 62 | 40  | +22  |
| 4    | Cappellen FC       | 33  | 26 | 14 | 5  | 7  | 55 | 43  | +12  |
| 5    | RC Tirlemont       | 32  | 26 | 11 | 10 | 5  | 53 | 35  | +18  |
| 6    | Tubantia FAC       | 31  | 26 | 12 | 7  | 7  | 64 | 37  | +27  |
| 7    | THOR Waterschei SV | 30  | 26 | 12 | 6  | 8  | 69 | 54  | +15  |
| 8    | CS La Forestoise   | 25  | 26 | 9  | 7  | 10 | 64 | 63  | +1   |
| 9    | R. Tilleur FC      | 22  | 26 | 7  | 8  | 11 | 45 | 55  | -10  |
| 10   | R. FC Sérésien     | 22  | 26 | 10 | 2  | 14 | 42 | 50  | -8   |
| 11   | FC Duffel          | 21  | 26 | 8  | 5  | 13 | 56 | 69  | -13  |
| 12   | Stade Waremmien    | 19  | 26 | 6  | 7  | 13 | 42 | 65  | -23  |
| 13   | ARA Termondoise    | 18  | 26 | 8  | 2  | 16 | 52 | 88  | -36  |
| 14   | Patria FC Tongres  | 8   | 26 | 3  | 2  | 21 | 39 | 101 | -62  |

### Division 1 B
| Rang | Équipe            | Pts | J  | G  | N | P  | Bp | Bc  | Diff |
| ---- | ----------------- | --- | -- | -- | - | -- | -- | --- | ---- |
| 1    | ARA LA GANTOISE   | 37  | 26 | 16 | 5 | 5  | 77 | 43  | +34  |
| 2    | R. FC Renaisien   | 37  | 26 | 17 | 3 | 6  | 78 | 46  | +32  |
| 3    | RC Montegnée      | 32  | 26 | 13 | 6 | 7  | 64 | 62  | +2   |
| 4    | US Centre         | 32  | 26 | 15 | 2 | 9  | 75 | 57  | +18  |
| 5    | Belgica FC Edegem | 31  | 26 | 13 | 5 | 8  | 80 | 54  | +26  |
| 6    | VV Oude God Sport | 30  | 26 | 12 | 6 | 8  | 65 | 45  | +20  |
| 7    | Boom FC           | 25  | 26 | 9  | 7 | 10 | 45 | 49  | -4   |
| 8    | R Racing CB       | 23  | 26 | 8  | 7 | 11 | 58 | 56  | +2   |
| 9    | VG Oostende       | 23  | 26 | 10 | 3 | 13 | 55 | 70  | -15  |
| 10   | SK Hoboken        | 22  | 26 | 8  | 6 | 12 | 57 | 73  | -16  |
| 11   | CS Schaerbeek     | 21  | 26 | 10 | 1 | 15 | 51 | 69  | -18  |
| 12   | AS Herstalienne 1 | 21  | 26 | 9  | 3 | 14 | 47 | 61  | -14  |
| 12   | AS Ostendaise     | 21  | 26 | 9  | 3 | 14 | 40 | 55  | -15  |
| 14   | RCS Verviétois 1  | 9   | 26 | 4  | 1 | 21 | 57 | 109 | -52  |

1 À la suite d'une réclamation concernant une rencontre entre Verviers et Herstal, l'URBSFA ouvre une enquête. Accusées d'avoir tenté de falsifier la compétition, les deux équipes sont sanctionnées d'un retrait de points. Une décision qui condamne Herstal a la descente en Promotion (D3).

## Déroulement de la saison

### Résultats des rencontres - Série A
| Résultats (▼dom., ►ext.)                                   | 1 | 2 | 3 | 4 | 5 | 6 | 7 | 8 | 9 | 10 | 11 | 12 | 13 | 14 |
|                                                            |   | - | - | - | - | - | - | - | - | -  | -  | -  | -  | -  |
|                                                            | - |   | - | - | - | - | - | - | - | -  | -  | -  | -  | -  |
|                                                            | - | - |   | - | - | - | - | - | - | -  | -  | -  | -  | -  |
|                                                            | - | - | - |   | - | - | - | - | - | -  | -  | -  | -  | -  |
|                                                            | - | - | - | - |   | - | - | - | - | -  | -  | -  | -  | -  |
|                                                            | - | - | - | - | - |   | - | - | - | -  | -  | -  | -  | -  |
|                                                            | - | - | - | - | - | - |   | - | - | -  | -  | -  | -  | -  |
|                                                            | - | - | - | - | - | - | - |   | - | -  | -  | -  | -  | -  |
|                                                            | - | - | - | - | - | - | - | - |   | -  | -  | -  | -  | -  |
|                                                            | - | - | - | - | - | - | - | - | - |    | -  | -  | -  | -  |
|                                                            | - | - | - | - | - | - | - | - | - | -  |    | -  | -  | -  |
|                                                            | - | - | - | - | - | - | - | - | - | -  | -  |    | -  | -  |
|                                                            | - | - | - | - | - | - | - | - | - | -  | -  | -  |    | -  |
|                                                            | - | - | - | - | - | - | - | - | - | -  | -  | -  | -  |    |
| - Victoire à domicile - Match nul - Victoire à l'extérieur |   |   |   |   |   |   |   |   |   |    |    |    |    |    |

### Résultats des rencontres - Série B
| Résultats (▼dom., ►ext.)                                   | 1 | 2 | 3 | 4 | 5 | 6 | 7 | 8 | 9 | 10 | 11 | 12 | 13 | 14 |
|                                                            |   | - | - | - | - | - | - | - | - | -  | -  | -  | -  | -  |
|                                                            | - |   | - | - | - | - | - | - | - | -  | -  | -  | -  | -  |
|                                                            | - | - |   | - | - | - | - | - | - | -  | -  | -  | -  | -  |
|                                                            | - | - | - |   | - | - | - | - | - | -  | -  | -  | -  | -  |
|                                                            | - | - | - | - |   | - | - | - | - | -  | -  | -  | -  | -  |
|                                                            | - | - | - | - | - |   | - | - | - | -  | -  | -  | -  | -  |
|                                                            | - | - | - | - | - | - |   | - | - | -  | -  | -  | -  | -  |
|                                                            | - | - | - | - | - | - | - |   | - | -  | -  | -  | -  | -  |
|                                                            | - | - | - | - | - | - | - | - |   | -  | -  | -  | -  | -  |
|                                                            | - | - | - | - | - | - | - | - | - |    | -  | -  | -  | -  |
|                                                            | - | - | - | - | - | - | - | - | - | -  |    | -  | -  | -  |
|                                                            | - | - | - | - | - | - | - | - | - | -  | -  |    | -  | -  |
|                                                            | - | - | - | - | - | - | - | - | - | -  | -  | -  |    | -  |
|                                                            | - | - | - | - | - | - | - | - | - | -  | -  | -  | -  |    |
| - Victoire à domicile - Match nul - Victoire à l'extérieur |   |   |   |   |   |   |   |   |   |    |    |    |    |    |

### Attribution du titre de «Champion de Division 1»
Ce match a une valeur honorifique.
| Date       | Equipe 1        | Equipe2     | Score | Remarques |
| ---------- | --------------- | ----------- | ----- | --------- |
| ??/??/1936 | ARA La Gantoise | FC Turnhout | ?-?   |           |

Note: Apparemment il semble que des « matchs pour le titre » ont lieu lorsque le 2e niveau compte deux séries. Mais malhaureusement on ne retrouve pas toujours de traces fiables de ces rencontres. Le cas de figure se reproduit par la suite aux 3e puis 4e niveaux nationaux qui comptent toujours plus d'une série. Si des matches entre les champions de série sont disputés à certaines époques, le titre "d'unique" champion n'aura jamais valeur officielle et le fait de remporter une série équivaut à un titre au niveau concerné.

## Récapitulatif de la saison
- Champion A : FC Turnhout (1er titre en D2)
- Champion B: ARA La Gantoise (2e titre en D2)
- Huitième titre de "D2" pour la Province d'Anvers.
- Quatrième titre de "D2" pour la Province de Flandre orientale.

| Région flamande (16)            | Région flamande (16) | Province de Brabant (5)      | Province de Brabant (5) | Région wallonne (7)    | Région wallonne (7) |
| ------------------------------- | -------------------- | ---------------------------- | ----------------------- | ---------------------- | ------------------- |
| Province d'Anvers               | 8                    | Région de Bruxelles-Capitale | 4                       | Province de Hainaut    | 1                   |
| Province de Flandre-Occidentale | 2                    | Province du Brabant flamand  | 1                       | Province de Liège      | 6                   |
| Province de Flandre-Orientale   | 4                    | Province du Brabant wallon   | 0                       | Province de Luxembourg | 0                   |
| Province de Limbourg            | 2                    |                              |                         | Province de Namur      | 0                   |

1. ↑  Au niveau footballistique, la province de Brabant est toujours unitaire malgré sa partition territoriale en 1995.

## Montée / Relégation
Le FC Turnhout et La Gantoise montent en Division d'Honneur.
L'ARA Termondoise, le Patria FC Tongres, le RCS Verviétois et l'AS Herstalienne sont relégués en Promotion (D3) et remplacés, la saison suivante, par l'Union Hutoise, le Stade Louvaniste, l'Olympic Charleroi et l'Eendracht Alost. Pour ces deux derniers, il s'agit d'une première montée au deuxième niveau national. Pour Huy et Louvain, c'est un retour en Division 1 deux ans après l'avoir quittée.

## Début en D2
Trois clubs jouent pour la première fois au 2e niveau national du football belge. Ils sont les 69e, 70e et 71e clubs différents à y apparaître.
- Cappellen FC 17e club anversois différent en D2 ;
- US du Centre 4e club hennuyer différent en D2 ;
- Waterschei SV THOR 5e club limbourgeois différent en D2 ;

## Changement d'appellation / Société Royale
En fin de saison, le Belgica Football Club Edegem, reconnu « Société Royale », change son appellation et devient le Koninklijke Football Club Belgica Edegem.